# Eduardo Arnold
Eduardo Ariel "Chiquito" Arnold (Las Heras, Santa Cruz, 14 de octubre de 1947), es un político y técnico mecánico argentino. Fue vicegobernador de Santa Cruz entre 1991 y 1999 junto a Néstor Kirchner como gobernador.

## Biografía
En su juventud cursó estudios terciarios de técnico mecánico. Fue diputado provincial entre 1983 y 1989.  En 1991 es electo vicegobernador de Santa Cruz, Arnold se transformó en una pieza clave del mapa político provincial, ya que su sector, el Movimiento Renovador Peronista, ayudó a Néstor Kirchner a conseguir los votos necesarios para llegar al poder.
En 1994 fue convencional constituyente para la reforma de la Constitución Nacional. En 1995 es reelecto como vicegobernador, nuevamente con Kirchner como compañero de fórmula.
Entre 1999 y 2001 ocupó una banca como senador nacional por Santa Cruz. En 2002 es nombrado interventor estatal en los yacimientos carboníferos de Río Turbio.
Con el triunfo de Néstor Kirchner en las elecciones presidenciales de 2003, Arnold encontró su lugar en el Gobierno Nacional. Fue como secretario de Provincias, a las órdenes de Aníbal Fernández por entonces ministro del Interior. Hacia fines de 2003 encabezó la lista de diputados nacionales por el peronismo santacruceño, y asumió poco después como vicepresidente primero de la Cámara. Arnold apoyó todas y cada una de las leyes propuestas por el Poder Ejecutivo a lo largo de casi dos años. Sin embargo, algunas críticas públicas a dirigentes del oficialismo, como el líder piquetero Luis D'Elía y el ministro Aníbal Fernández, lo distanciaron del kirchnerismo.
En septiembre de 2016, fue designado representante diplomático en Costa Rica.